# Vivier-au-Court
Vivier au Court é uma comuna francesa na região administrativa de Grande Leste, no departamento das Ardenas. Estende-se por uma área de 9,34 km². Em 2010 a comuna tinha 3 013 habitantes (densidade: 322,6 hab./km²).